# دنیلا موگوریان
دنیلا موگوریان (ایتالیایی: Daniela Mogurean؛ زادهٔ ۱۶ ژوئیهٔ ۲۰۰۱) ژیمناست ریتمیک اهل ایتالیا است.